# جزیره دریگالسکی
جزیره درایگالسکی جزیره ای پوشیده از یخ است که ۲۰٫۴ کیلومتر (۱۱ مایل دریایی) طولانی است و به ۳۲۵ متر (۱٬۰۶۶ فوت) می‌رسد در دریای دیویس اقیانوس جنوبی، حدود ۸۵ کیلومتر (۵۳ مایل) شمال ساحل ملکه مری لند و ۴۵ کیلومتر (۲۸ مایل) شمال-شمال شرقی کیپ فیلچنر. این جزیره ۲۲۰ کیلومتر مربع (۸۵ مایل مربع) مساحت دارد.
جزیره درایگالسکی برای اولین بار در نوامبر ۱۹۱۲ توسط اعضای حزب پایگاه غربی اکسپدیشن قطب جنوب استرالیا (۱۹۱۴–۱۹۱۱) از ساحل قاره قطب جنوب مشاهده شد، و از کشتی سر داگلاس ماوسون به نام آرورا در سفر به سمت خانه در ژانویه ۱۹۱۴ با دقت بیشتری مشاهده شد. . از آنجایی که تصور می‌شد جزیره درایگالسکی «سرزمین مرتفع درایگالسکی» باشد که توسط پروفسور اریش فون درایگالسکی از اکسپدیشن قطب جنوب آلمان (۱۹۰۳–۱۹۰۱) در سال ۱۹۰۲ ترسیم شد، نام درایگالسکی توسط سر داگلاس ماوسون به جزیره داده شد.
یک ایستگاه صحرایی موقت به نام میر از ۲۰ می تا ۶ اوت سال ۱۹۶۰ در این جزیره توسط اتحاد جماهیر شوروی برای مطالعه شرایط هواشناسی افتتاح شد.